# Vólogda
Vólogda (en rus Вологда) és una ciutat de Rússia, capital i centre administratiu de l'òblast de Vólogda. La ciutat està situada a la riba del riu Vólogda, a mig camí entre Moscou i Sant Petersburg. Exactament, es troba a 500 km al nord de la capital i a 600 km al sud-est de la ciutat del Neva.
Vólogda és un dels nodes de transport més importants del nord-oest de Rússia. Alhora, és una de les localitats amb més valor històric del país, amb un catàleg de 224 monuments històrics, arquitectònics i culturals.

## Història

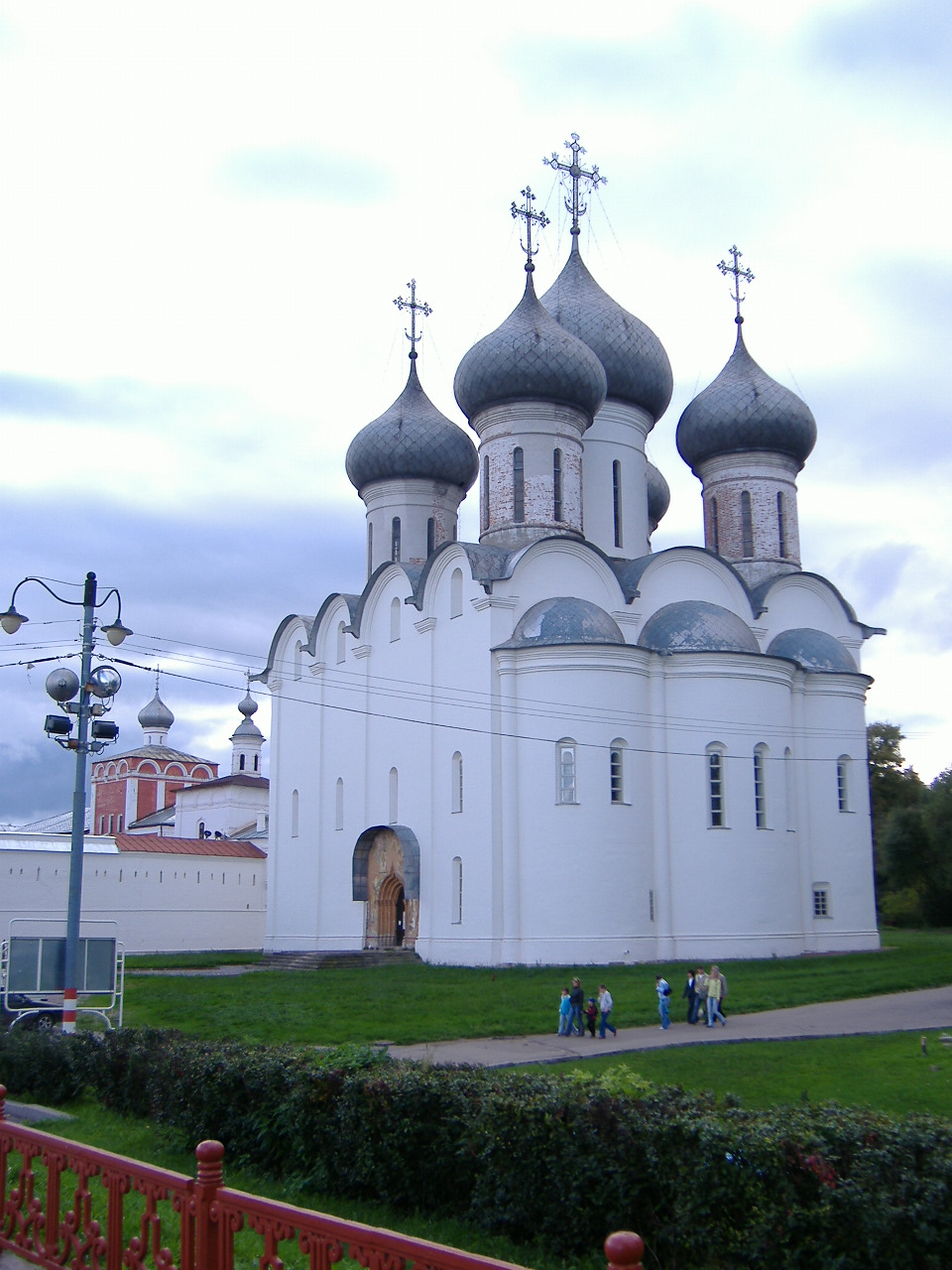
Catedral de Santa Sofia, al Kremlin de Vólogda.

La primera referència de Vólogda es remunta a l'any 1147, fent-la contemporània de Moscou. Tot i així, aquesta data és posada en qüestió per nombrosos historiadors donades les referències d'altres ciutats, com ara bé Vladímir, Rostov o Belozersk. Les excavacions arqueològiques realitzades han datat les restes més antigues a mitjans del segle XIII. De fet, la primera referència escrita de la ciutat és de 1264, quan apareix en una llista de les possessions urbanes de la República de Nóvgorod.
En el segle xvi, Vólogda es va convertir en el principal centre comercial i de trànsit entre el nord-oest (Rússia i Sibèria) i l'oest (Anglaterra i Països Baixos). A la mateixa època, el Tsar Ivan el Terrible va voler convertir Vólogda en la capital política de Rússia; de fet, el Kremlin de Vólogda s'havia de convertir en residència dels Tsars. Inesperadament però, el monarca va canviar d'opinió i va escollir Moscou com la seva nova capital.
Al segle xviii, Pere el Gran va establir-hi una base per l'Exèrcit i l'Armada Russa. Tanmateix, amb el posterior creixement de Sant Petersburg, la importància de Vólogda va decaure.
Des de la segona meitat del segle xix, Vólogda va esdevenir un refugi per a exiliats polítics, com ara bé Stalin, Mólotov, M.Ulyánova (germana de Lenin), Berdiàyev, Sàvinkov i d'altres.
Durant alguns mesos, a principi de 1918, Vólogda va ser la capital diplomàtica de Rússia. Representants d'onze països, entre ells l'ambaixador dels Estats Units, David R. Francis, es van traslladar a Vólogda com a mostra de desacord del Tractat de Brest-Litovsk entre Rússia i Alemanya i del no reconeixement del govern soviètic. Malgrat les contínues demandes fetes per aquest govern, la delegació diplomàtica estrangera va romandre a Vólogda fins al juliol de 1918.
Actualment, la ciutat de Vólogda és un destacat centre administratiu, industrial i cultural, amb una població aproximada de 300.000 habitants. Coneguda internacionalment per la mantega i el lli, disposa de més de 200 monuments històrics, dels quals 128 són protegits oficialment per l'Estat rus.

## Clima
El clima de Vólogda està classificat com a continental humit (Dfb segons la Classificació climàtica de Köppen). Els hiverns són llargs i fred, tot i que no severs, i duren aproximadament cinc mesos. La primavera i la tardor són fredes i l'estiu és força calorós. Els mesos més freds són desembre i gener; el més calorós, el juliol. La pluja és força freqüent a l'estiu i la tardor.
- Temperatura mitjana anual: +2.8 °C
- Velocitat de vent mitjana anual: 3.5 m/s
- Humitat mitjana anual: 80%

| Temperatures i precipitacions mitjanes de Vólogda, Rússia | Temperatures i precipitacions mitjanes de Vólogda, Rússia | Temperatures i precipitacions mitjanes de Vólogda, Rússia | Temperatures i precipitacions mitjanes de Vólogda, Rússia | Temperatures i precipitacions mitjanes de Vólogda, Rússia | Temperatures i precipitacions mitjanes de Vólogda, Rússia | Temperatures i precipitacions mitjanes de Vólogda, Rússia | Temperatures i precipitacions mitjanes de Vólogda, Rússia | Temperatures i precipitacions mitjanes de Vólogda, Rússia | Temperatures i precipitacions mitjanes de Vólogda, Rússia | Temperatures i precipitacions mitjanes de Vólogda, Rússia | Temperatures i precipitacions mitjanes de Vólogda, Rússia | Temperatures i precipitacions mitjanes de Vólogda, Rússia | Temperatures i precipitacions mitjanes de Vólogda, Rússia |
| Mes                                                       | Gen                                                       | Feb                                                       | Mar                                                       | Abr                                                       | Mai                                                       | Jun                                                       | Jul                                                       | Ago                                                       | Set                                                       | Oct                                                       | Nov                                                       | Des                                                       | Any                                                       |
| --------------------------------------------------------- | --------------------------------------------------------- | --------------------------------------------------------- | --------------------------------------------------------- | --------------------------------------------------------- | --------------------------------------------------------- | --------------------------------------------------------- | --------------------------------------------------------- | --------------------------------------------------------- | --------------------------------------------------------- | --------------------------------------------------------- | --------------------------------------------------------- | --------------------------------------------------------- | --------------------------------------------------------- |
| Mitjana més altes °C (°F)                                 | -8.8 (16)                                                 | -7.1 (19)                                                 | -0.9 (30)                                                 | 7.4 (45)                                                  | 15.8 (60)                                                 | 20.5 (69)                                                 | 22.4 (72)                                                 | 20.4 (69)                                                 | 13.6 (56)                                                 | 5.7 (42)                                                  | -1.3 (30)                                                 | -5.8 (22)                                                 | 6,8 (44)                                                  |
| Mitjana més baixes °C (°F)                                | -16.2 (3)                                                 | -15.2 (5)                                                 | -9.8 (14)                                                 | -1.6 (29)                                                 | 4.5 (40)                                                  | 9.3 (49)                                                  | 11.4 (53)                                                 | 9.9 (50)                                                  | 5.1 (41)                                                  | -0.1 (32)                                                 | -6.4 (20)                                                 | -12 (10)                                                  | −1,8 (29)                                                 |
| Precipitació mm (inches)                                  | 32 (1.26)                                                 | 25 (0.98)                                                 | 26 (1.02)                                                 | 35 (1.38)                                                 | 46 (1.81)                                                 | 65 (2.56)                                                 | 77 (3.03)                                                 | 74 (2.91)                                                 | 55 (2.17)                                                 | 50 (1.97)                                                 | 42 (1.65)                                                 | 42 (1.65)                                                 | 569 (22,4)                                                |
| Font: Pogoda.ru.net Agost de 2010                         |                                                           |                                                           |                                                           |                                                           |                                                           |                                                           |                                                           |                                                           |                                                           |                                                           |                                                           |                                                           |                                                           |

## Ciutats agermanades
La ciutat de Vologda està agermanada amb els municipis de:
- Kouvola, Finlàndia
- Londonderry, Nou Hampshire (Estats Units d'Amèrica)
- Miskolc, Hongria
- Zwolle, Països Baixos